# Hermann von Marienstatt

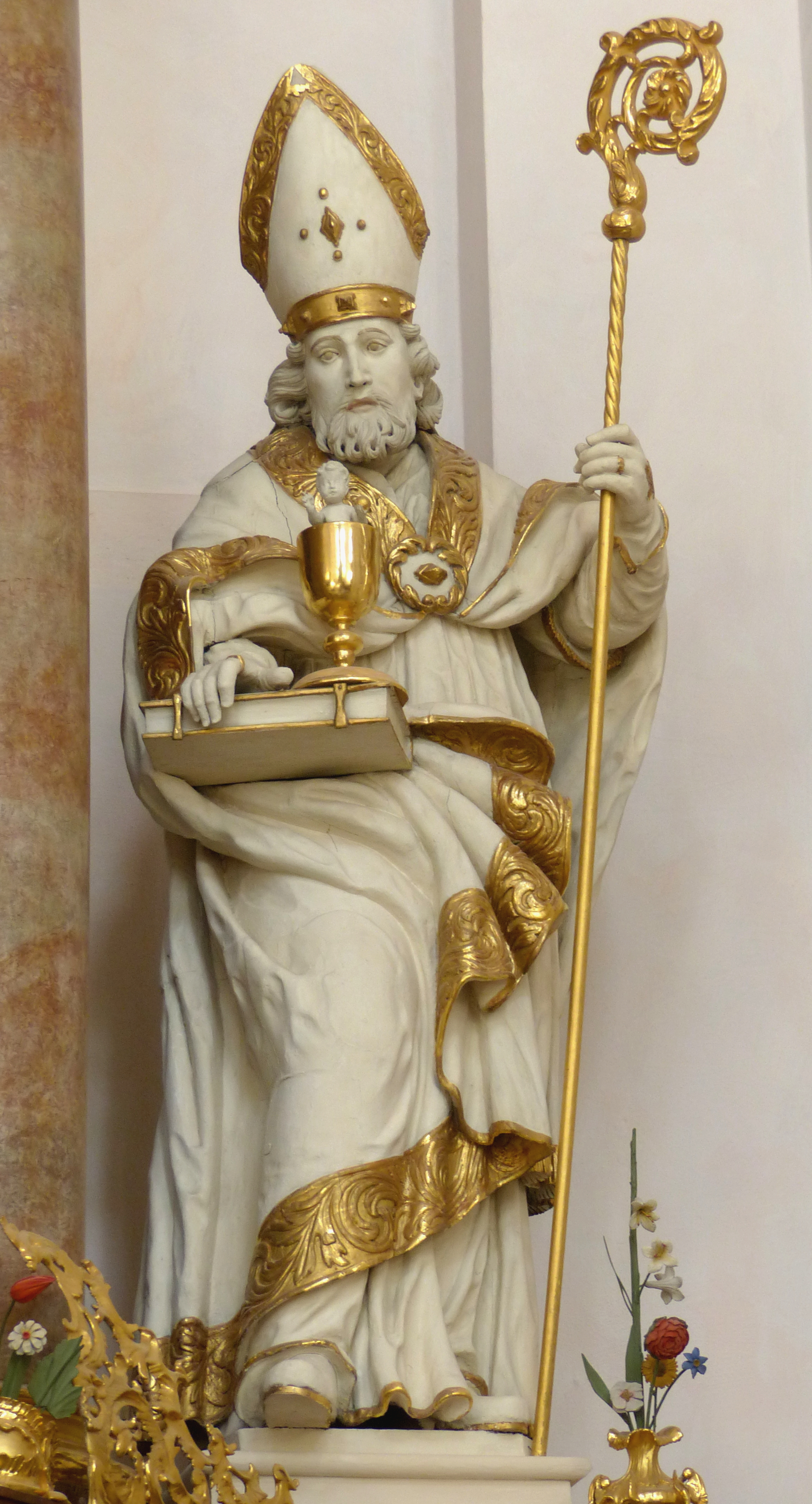
Hermann von Marienstatt (1701), Kloster Waldsassen (Oberpfalz)

Hermann von Marienstatt (* 1150; † nach 1225 in Kloster Himmerod) war ein Zisterziensermönch und der Gründerabt von Kloster Heisterbach und der Abtei Marienstatt.

## Leben und Wirken
Hermann von Marienstatt wurde 1150 im Rheinland geboren. Er war Kanoniker am Stift St. Cassius und Florentius in Bonn, bevor er vermutlich im Jahr 1175 in die Zisterzienserabtei Himmerod eintrat. "Als der Kölner Erzbischof Philipp von Heinsberg 1177 den Zisterziensern die Liegenschaften einer eingegangenen Augustiner-Chorherren-Niederlassung auf dem Stromberg – dem heutigen Petersberg im Siebengebirge – als Stiftung anbot, leisteten schließlich Mönche aus Himmerod unter Führung Hermanns als Gründerabt dem Folge und übernahmen 1189 das ehemalige Kloster. Wegen der ungünstigen Berglage zog der Konvent schon bald in das nahe Tal des Heisterbaches (1192–99), von dem die neue Abtei den Namen Heisterbach übernommen hat (1193)."
Im Jahr 1195 kehrte er nach Himmerod zurück, von wo aus er die Gründung der Abtei Marienstatt plante. Eine Stiftung des Kölner Burggrafen Eberhard von Aremberg und seiner Gemahlin Adelheid von Molsberg machte die Gründung Marienstatts bei Neunkhausen 1212 möglich. Dort blieb man aufgrund von Erbstreitigkeiten und der geographisch unguten Lage nicht lange und gründete dank einer Stiftung durch die Grafen von Sayn das Kloster Marienstatt im Tal an der Nister unter Abt Hermann 1222 neu. Als Gründungsabt ist Herrmann in den Marienstatter Urkunden erwähnt. Im Zusammenhang mit der Gründung Marienstatts wird Hermann eine Legende zugeschrieben:

„Die Gottesmutter Maria ist Abt Hermann im Traum erschienen und habt ihn auf einen mitten im Winter blühenden Weißdornstrauch als neuen Klosterstandort hingewiesen. Damit verbunden ist die Namensgebung "locus Sanctae Mariae" - Stätte Mariens: Marienstatt. Zur Erinnerung an diese wunderbare Begebenheit nahm die Abtei einen blühenden Weißdornzweig in ihr Wappen auf.“

Noch heute ist ein Ableger des Weißdorns in Marienstatt zu sehen. Die Vorgänge bezüglich des Ortswechsels wurden auf den "Marienstatter Tafeln", der Urkunde zur Kirchweihe vom 27. Dezember 1324, festgehalten. Diese befinden sich heute im Rheinischen Landesmuseum (Bonn).
1225 wird Abt Hermann nochmals urkundlich erwähnt. Anschließend kehrt er ins Kloster Himmerod zurück, wo er nach 1225 starb.

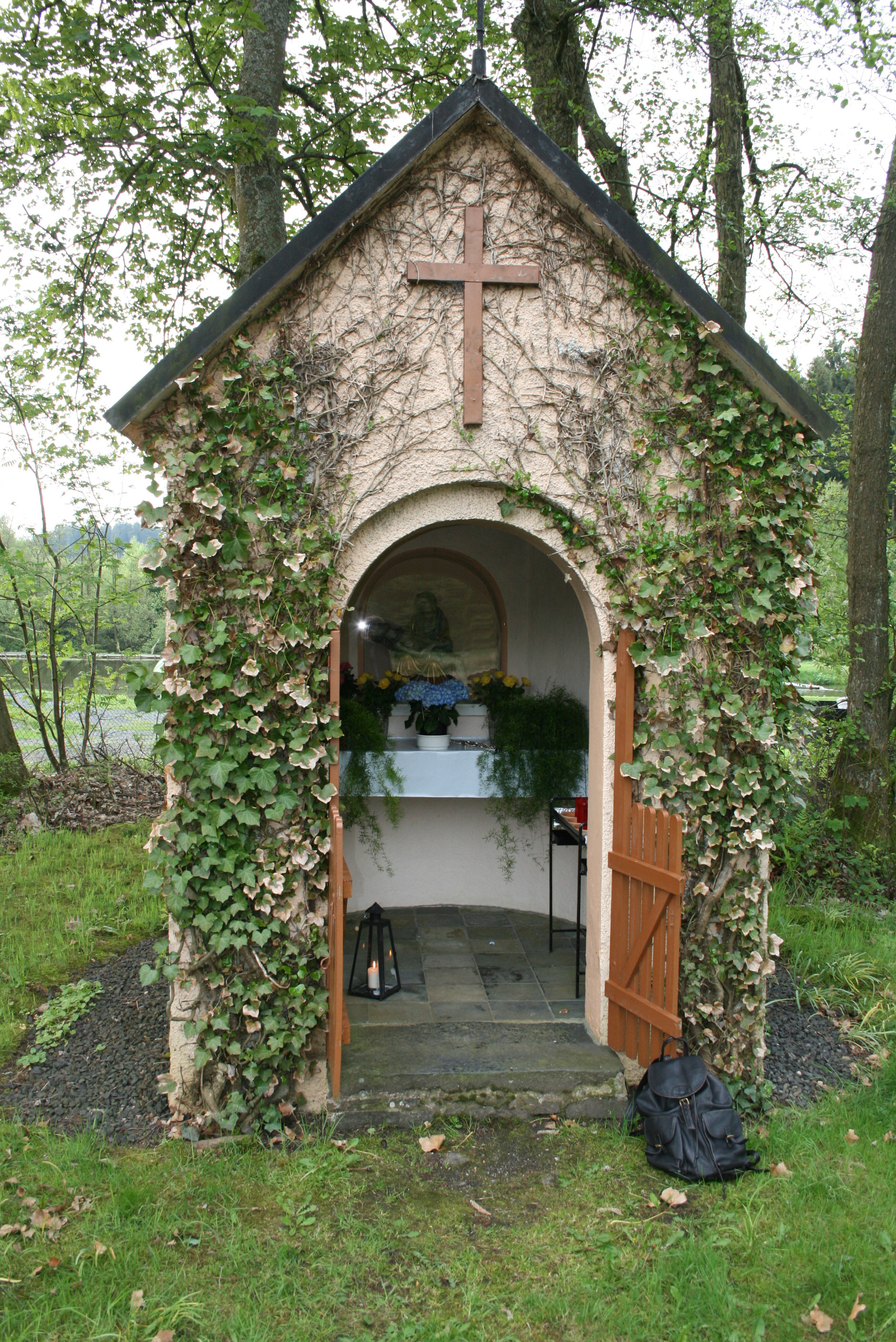
Am Altenklosterhof bei Mörlen erinnert nur noch eine Kapelle an den Gründungsversuch Abt Hermanns
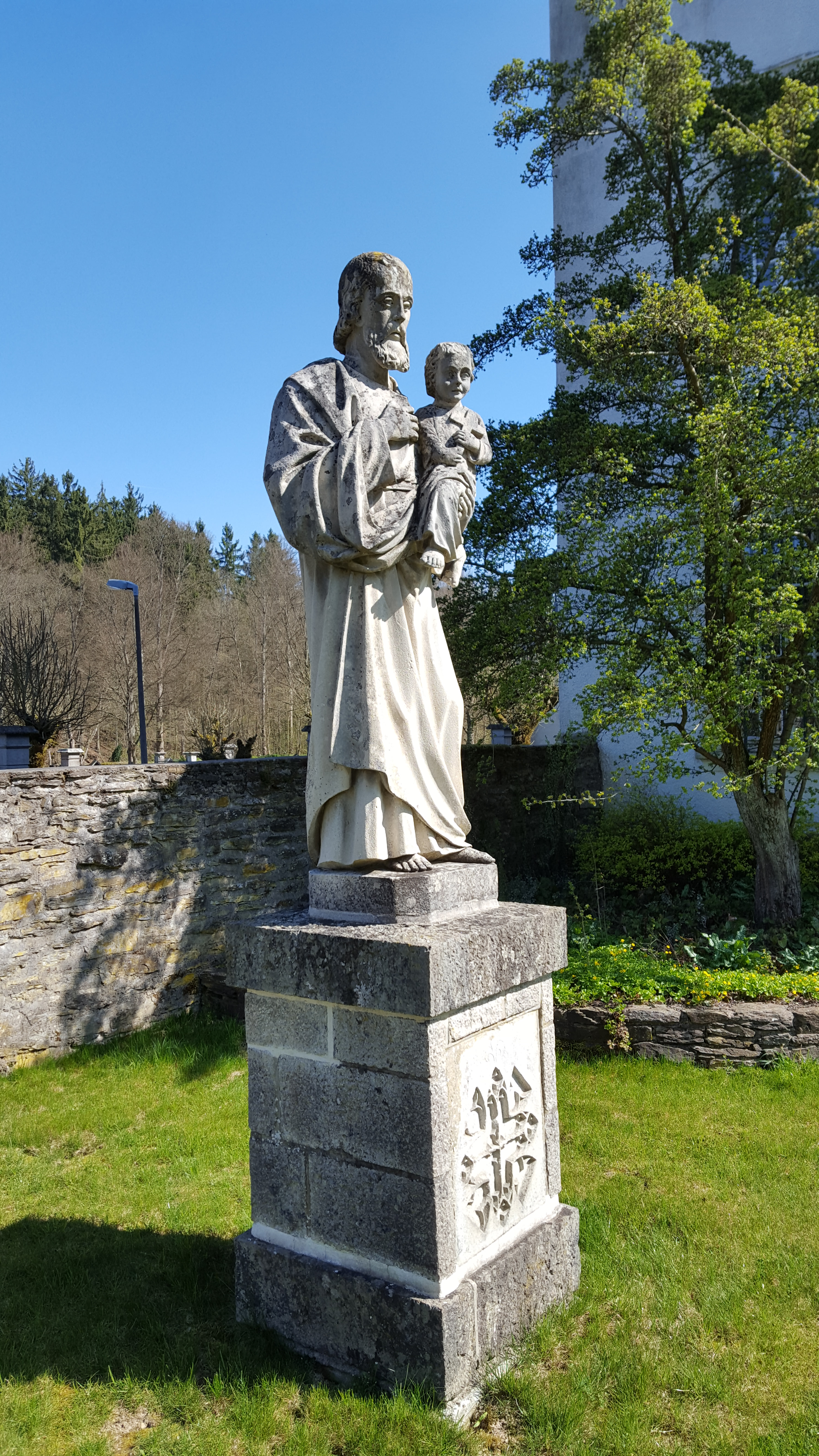
Josefsfigur mit dem Ableger des Dornbuschs der Gründungslegende

### Gedenktag
Der 31. Mai ist im Kalender der Zisterzienser der Gedenktag an Hermann von Marienstatt. Das Kalendarium des Ordens rühmt Hermann als „berühmt durch seine Sehergabe, der auch durch viele andere Wunderzeichen hervorleuchtete“. Man gedenkt "des seligen Abtes Hermann, der die Fundamente von Marienstatt legte und der berühmt durch seine Sehergabe, auch durch viele andere Wunderzeichen hervorleuchtete".